# Alois Dichtl (řádový kněz a botanik)
Alois Dichtl (*1841 Jablonec u Českého Krumlova – †1915) byl člen Tovaryšstva Ježíšova, řeholního řádu římskokatolické církve, ve Vídni a botanik, který identifikoval a klasifikoval 25 nových druhů rostlin. Zkratka "Dichtl" se používá k označení Aloise Dichtla jako autority ve vědeckém popisu a klasifikaci rostlin.